# اگبورو
اگبورو (به انگلیسی: Eggborough) یک روستا و محله مدنی در بریتانیا است که در Selby واقع شده‌است. اگبورو ۱٬۹۵۲ نفر جمعیت دارد.